# 299 î.Hr.

## Nașteri
- dată necunoscută: Marcus Atilius Regulus  (d. 246 î.Hr.)